# Eifels Grand Prix 2020
Eifels Grand Prix 2020, officiellt Formula 1 Aramco Grosser Preis Der Eifel 2020, var ett Formel 1-lopp som kördes den 11 oktober 2020 på Nürburgring i Tyskland. Loppet var det elfte loppet ingående i Formel 1-säsongen 2020 och kördes över 60 varv. Det var första gången sedan Tysklands Grand Prix 2013 som det kördes ett formel 1 lopp på banan.

## Sändning
Eifels Grand Prix var det enda loppet under 2020-säsongen som sändes kostnadsfritt på YouTube för tittare i Tyskland, Schweiz, Nederländerna, Belgien, Norge, Danmark och Sverige. Hela racehelgen sändes på den officiella formel 1 kanalen på YouTube.

## Träning
Den första träningen var planerad att starta klockan 10:55 svensk tid men kom inte igång på grund av tjock dimma. Ambulanshelikoptern kunde inte lyfta och FIA bedömde klockan 12:00 att träningen inte kunde genomföras.  Även det andra träningspasset kunde inte genomföras på grund av dåligt väder.
Mick Schumacher och Callum Ilott planerades köra i det första träningspasset för Alfa Romeo F1 och Haas F1 men kunde inte göra det på grund av det dåliga vädret.
Det tredje träningspasset kunde köras som vanligt i fint soligt väder. Lance Stroll deltog inte i träningspasset då han plötsligt blev sjuk. Racing Point meddelade att Nico Hülkenberg kom till att ta Strolls plats i kvalet senare under dagen samt loppet dagen efter.

## Kvalet
Nico Hülkenberg ersatte Lance Stroll i kvalet.
Segraren av kvalet som hamnade på pole position var Valtteri Bottas, följt av Lewis Hamilton och Max Verstappen.

## Loppet
Segraren av loppet blev Lewis Hamilton som med denna vinst tangerade rekordet i antal segrar, 91 stycken, som tidigare innehades av Michael Schumacher. Max Verstappen kom på en andraplats och satte även snabbaste varv under det sista varvet med sex tusendelars marginal. På en tredjeplats hamnade Renault-föraren Daniel Ricciardo som därmed tog en pallplats för första gången med Renault, hans föregående pallplats var Monacos Grand Prix 2018 när han körde för Red Bull Racing. Detta var också Renaults första pallplats sedan Nick Heidfeld kom på tredjeplats i Malaysias Grand Prix 2011.

## Resultat

### Kval
| KR. | Nr | Förare             | Konstruktör               | Q1       | Q2       | Q3       | Grid |
| --- | -- | ------------------ | ------------------------- | -------- | -------- | -------- | ---- |
| 1   | 77 | Valtteri Bottas    | Mercedes                  | 1:26,573 | 1:25,971 | 1:25,269 | 1    |
| 2   | 44 | Lewis Hamilton     | Mercedes                  | 1:26,620 | 1:25,390 | 1:25,525 | 2    |
| 3   | 33 | Max Verstappen     | Red Bull Racing-Honda     | 1:26,319 | 1:25,467 | 1:25,562 | 3    |
| 4   | 16 | Charles Leclerc    | Ferrari                   | 1:26,857 | 1:26,240 | 1:26,035 | 4    |
| 5   | 23 | Alexander Albon    | Red Bull Racing-Honda     | 1:27,126 | 1:26,285 | 1:26,047 | 5    |
| 6   | 3  | Daniel Ricciardo   | Renault                   | 1:26,836 | 1:26,096 | 1:26,223 | 6    |
| 7   | 31 | Esteban Ocon       | Renault                   | 1:27,086 | 1:26,364 | 1:26,242 | 7    |
| 8   | 4  | Lando Norris       | McLaren-Renault           | 1:26,829 | 1:26,316 | 1:26,458 | 8    |
| 9   | 11 | Sergio Pérez       | Racing Point-BWT Mercedes | 1:27,120 | 1:26,330 | 1:26,704 | 9    |
| 10  | 55 | Carlos Sainz, Jr.  | McLaren-Renault           | 1:27,378 | 1:26,361 | 1:26,709 | 10   |
| 11  | 5  | Sebastian Vettel   | Ferrari                   | 1:27,107 | 1:26,738 | 0        | 11   |
| 12  | 10 | Pierre Gasly       | Alpha Tauri-Honda         | 1:27,072 | 1:26,776 | 0        | 12   |
| 13  | 26 | Daniil Kvyat       | Alpha Tauri-Honda         | 1:27,285 | 1:26,848 | 0        | 13   |
| 14  | 99 | Antonio Giovinazzi | Alfa Romeo-Ferrari        | 1:27,532 | 1:26,936 | 0        | 14   |
| 15  | 20 | Kevin Magnussen    | Haas F1 Team-Ferrari      | 1:27,231 | 1:27,125 | 0        | 15   |
| 16  | 8  | Romain Grosjean    | Haas-Ferrari              | 1:27,562 | 0        | 0        | 16   |
| 17  | 63 | George Russell     | Williams-Mercedes         | 1:27,564 | 0        | 0        | 17   |
| 18  | 6  | Nicholas Latifi    | Williams-Mercedes         | 1:27,812 | 0        | 0        | 18   |
| 19  | 7  | Kimi Räikkönen     | Alfa Romeo-Ferrari        | 1:27,817 | 0        | 0        | 19   |
| 20  | 27 | Nico Hülkenberg    | Racing Point-BWT Mercedes | 1:28,021 | 0        | 0        | 20   |

| Vidare från första kvalrundan ▬▬ Vidare från andra kvalrundan ▬▬ |

107 %-gränsen: 1:32,361
Källor: 

### Lopp
| Pos. | Nr | Förare             | Konstruktör          | Varv | Tid            | Grid | P   |
| ---- | -- | ------------------ | -------------------- | ---- | -------------- | ---- | --- |
| 1    | 44 | Lewis Hamilton     | Mercedes             | 60   | 1:35:49,641    | 2    | 25  |
| 2    | 33 | Max Verstappen     | Red Bull Racing      | 60   | +4,470         | 3    | 191 |
| 3    | 3  | Daniel Ricciardo   | Renault F1           | 60   | +14,613        | 6    | 15  |
| 4    | 11 | Sergio Pérez       | Racing Point         | 60   | +16,070        | 9    | 12  |
| 5    | 55 | Carlos Sainz, Jr.  | McLaren              | 60   | +21,905        | 10   | 10  |
| 6    | 10 | Pierre Gasly       | Scuderia Alpha Tauri | 60   | +22,766        | 12   | 8   |
| 7    | 16 | Charles Leclerc    | Scuderia Ferrari     | 60   | +30,814        | 4    | 6   |
| 8    | 27 | Nico Hülkenberg    | Racing Point         | 60   | +32,596        | 20   | 4   |
| 9    | 8  | Romain Grosjean    | Haas F1 Team         | 60   | +39,081        | 16   | 2   |
| 10   | 99 | Antonio Giovinazzi | Alfa Romeo F1        | 60   | +40,035        | 14   | 1   |
| 11   | 5  | Sebastian Vettel   | Scuderia Ferrari     | 60   | +40,810        | 11   | 0   |
| 12   | 7  | Kimi Räikkönen     | Alfa Romeo F1        | 60   | +41,4762       | 19   | 0   |
| 13   | 20 | Kevin Magnussen    | Haas F1 Team         | 60   | +49,585        | 15   | 0   |
| 14   | 6  | Nicholas Latifi    | Williams F1          | 60   | +54,449        | 18   | 0   |
| 15   | 26 | Daniil Kvyat       | Scuderia Alpha Tauri | 60   | +55,588        | 13   | 0   |
| RET  | 4  | Lando Norris       | McLaren              | 42   | Motorfel       | 8    | 0   |
| RET  | 23 | Alexander Albon    | Red Bull Racing      | 23   | Fel på kylare3 | 5    | 0   |
| RET  | 31 | Esteban Ocon       | Renault F1           | 22   | Växellåda      | 7    | 0   |
| RET  | 77 | Valtteri Bottas    | Mercedes             | 18   | Motorfel       | 1    | 0   |
| RET  | 63 | George Russell     | Williams F1          | 12   | Kollision      | 17   | 0   |

| Förare och stall som tog poäng ▬▬ |

- ^1  – Inkluderar en extra poäng för snabbaste varv.
- ^2  – 10 sekunders strafftillägg efter att ha orsakat en krasch med George Russell
- ^3  – Alexander Albon tilldelades fem sekunders strafftillägg efter att ha kolliderat med Daniil Kvyat, men detta kunde inte tillämpas då han inte körde klart loppet.[10]

Källor: